# Permissionnaires français de la Première Guerre mondiale
Pour les articles homonymes, voir Permission.

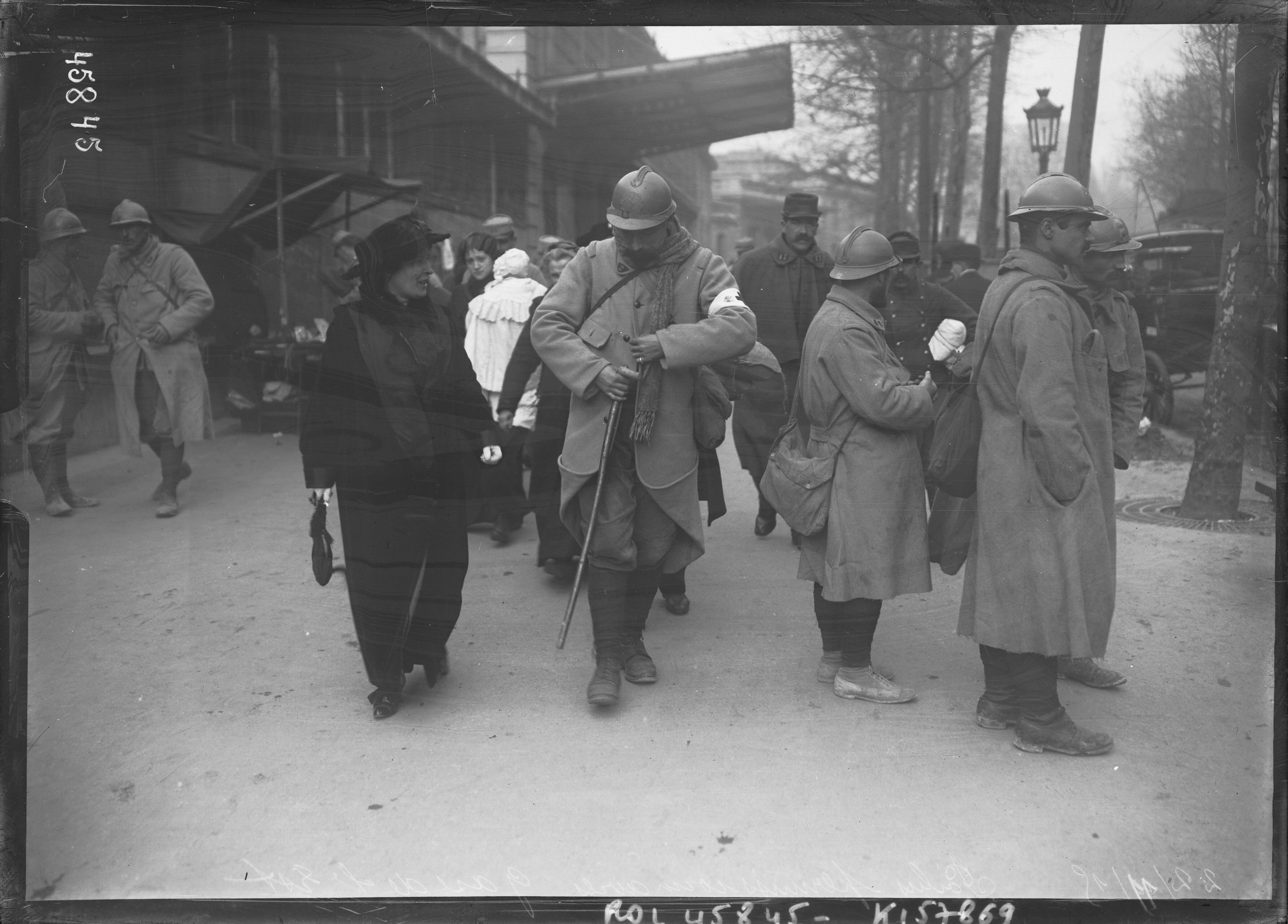
Permissionnaires retrouvant leurs proches gare de l'Est en novembre 1915.

Les permissionnaires français de la Première Guerre mondiale sont les soldats bénéficiant d'un congé temporaire leur permettant de rentrer chez eux pour quelques jours, pendant le premier conflit mondial. Ces permissions ne furent que de brèves parenthèses d’une durée totale de l’ordre de soixante jours par personne sur un conflit de 1500 jours.
Considérées comme un droit par les combattants, les permissions furent imposées aux chefs militaires par les parlementaires. 

## Évolution du régime des permissions
La guerre étant prévue de courte durée, aucune permission n’était envisagée au cours des premiers mois du conflit. À partir de 1915, la prise de conscience de l’enlisement dans une guerre longue fait apparaître la nécessité d’accorder des permissions, d'autant plus que des cas de désertions apparus en novembre 1914 inquiètent les autorités.
À partir du printemps 1915, les agriculteurs (exploitants, fermiers, métayers, ouvriers agricoles) de l’armée territoriale de plus de 34 ans sont autorisés à rentrer pour les récoltes en fonction du calendrier spécifique de chaque culture : moissons, fenaison, vendange etc.
Les mobilisés des unités non combattantes de la zone de l’intérieur sont également autorisés à rentrer chez eux à partir du 16 octobre 1915 les week-ends et jours fériés ce qui permet aux commerçants et entrepreneurs de régler leurs affaires. Cette mesure utile pour le fonctionnement de l’économie nationale et présentant l’avantage de libérer les casernes deux jours par semaine était perçue comme inéquitable par les combattants.
Les officiers bénéficièrent de congés à partir de mars 1915.
Le commandement, favorable à l’octroi de congés en récompense de bonne conduite, était cependant hostile à accorder un droit aux permissions.
Sous la pression du Parlement, le général Joffre généralise les permissions le 1er juillet 1915. De 3 à 4 % de hommes en bénéficient pour une durée de six jours hors délai de route.
Cette mise en place fut facilitée par le rappel de 760 000 réformés et exemptés par les conseils de révision à la suite de la loi Dalbiez du 13 août 1915.
Un ordre de priorité fut fixé, d'abord les hommes servant depuis la plus longue durée, puis, à égalité de durée aux classes les plus anciennes, enfin aux pères des familles les plus nombreuses.
Les chefs de corps étant chargés d’accorder les permissions, la répartition comportait une grande part d’arbitraire ce qui engendra des insatisfactions.
Ainsi, la 6e armée, la plus touchée par les mutineries de 1917, est celle où le taux de permission était le plus bas.
À partir du 1er octobre 1916, une loi donne droit à trois permissions annuelles de sept jours hors délai de route, portées à dix jours le 1er octobre 1917.
L'ensemble des agriculteurs, et non plus seulement ceux de l'armée territoriale de l'arrière, bénéficient d'un régime particulier  de permissions agricoles de 15 jours renouvelables une fois pour les travaux de la terre, mis en place à partir de mai 1916.
Pétain, conscient de l’importance des permissions pour le moral des troupes était relativement généreux. Il accorde ainsi huit jours de permission à une division entière qui s’était particulièrement distinguée au combat. Il impose aux chefs de corps un taux de 13 %.
Les suspensions de permissions pendant les offensives qui nécessitent des effectifs complets, sont compensées par un accroissement jusqu’à 25 % pendant les périodes d’accalmie pour maintenir cette moyenne. De plus, le régime des congés qui était limité aux maladies graves et décès de proches est étendu aux mariages et naissances dans la famille. Au cours de l’année 1917, le taux moyen de permissionnaires est de 14 %.
À la fin de la guerre, ce régime, le plus favorable de toutes les armées de la Grande guerre, est généralement bien accepté par les combattants français. En comparaison, les Allemands doivent attendre un an pour deux semaines de congés, les Britanniques quinze mois pour dix jours.

## Le voyage

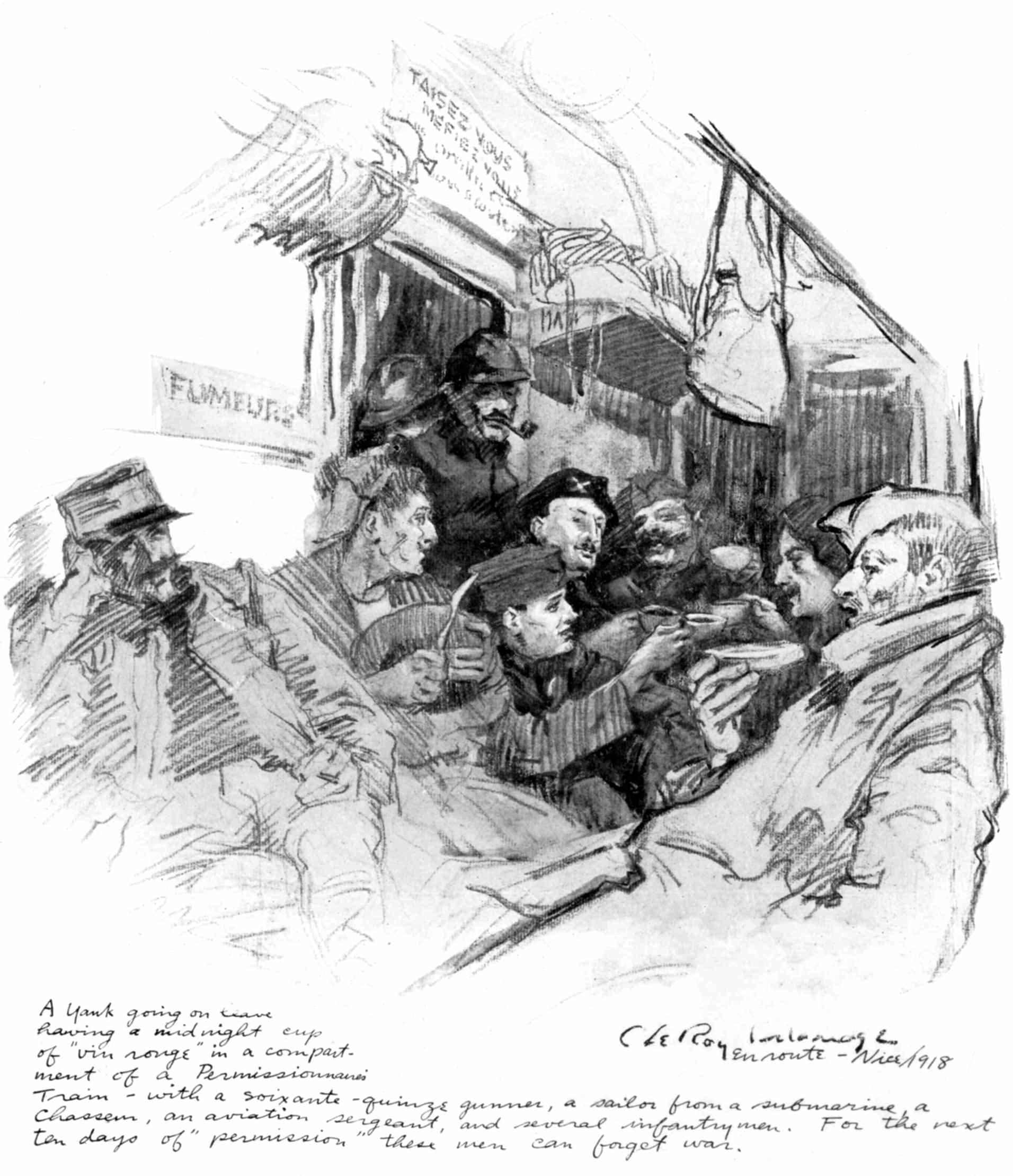
Permissionnaires dans un train

En 1915, les permissions étant accordées avec parcimonie, le voyage par les trains commerciaux ne pose pas de difficulté insurmontable.
À partir de 1916, les voies ferrées saturées par les besoins du ravitaillement de l’armée peuvent difficilement assurer les transports des permissionnaires. Des trains spéciaux sont mis en place à partir du front jusqu’à des gares principales à partir desquelles les permissionnaires peuvent gagner leur foyer par les trains commerciaux réguliers des lignes secondaires.
Une Charte remise à chaque permissionnaire détaille les règles de ces voyages.
Pour que leurs frais de voyage soient pris en charge par l’armée, les permissionnaires ont l’obligation de prendre ces trains. Ces convois surchargés circulant sur un réseau encombré sont très lents, le matériel est en mauvais état et sale.  Des cantines sont aménagées dans les gares de transit mais sont pour la plupart insuffisantes.
Le mécontentement s'exprime au cours de ces voyages qui sont aussi des moments de défoulement, de relâchement après la discipline du front.

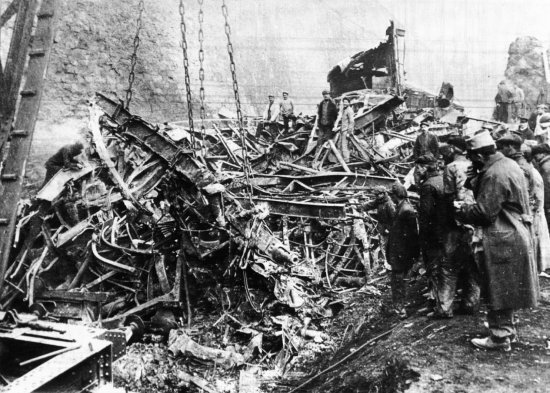
Accident ferroviaire de Saint-Michel-de-Maurienne (1917)

Le manque d’entretien est une source d’insécurité particulièrement sur le réseau du PLM où se produisent des accidents, celui de Saint-Michel-de-Maurienne étant la plus meurtrière des catastrophes ferroviaires en France. 
Les Algériens et les Tunisiens (indigènes et européens) peuvent revenir dans leur foyer mais la traversée de la Méditerranée s’ajoutant au voyage en train jusqu’à Marseille représente une longue expédition. Les soldats marocains et d’Afrique noire sont exclus du retour.
Le voyage du retour par sa durée permet une transition entre le séjour avec ses proches et les tranchées. La tentation de ne pas revenir est forte mais le nombre de désertions françaises n'a pas été évalué (un retard de plus de deux jours est considéré comme une désertion).

## Les conditions des permissions

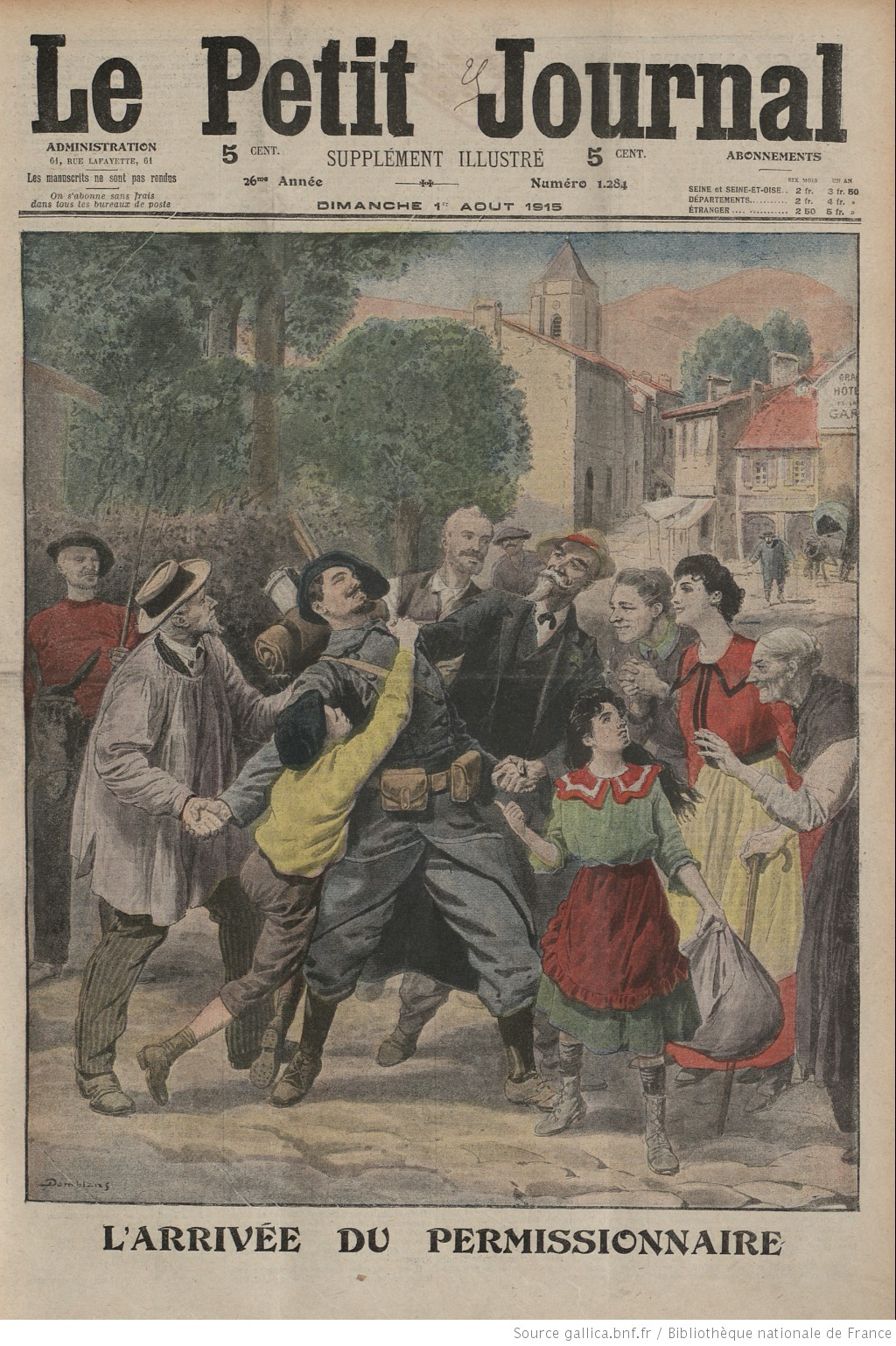
L'arrivée du permissionnaire. Petit journal 1 août 1915

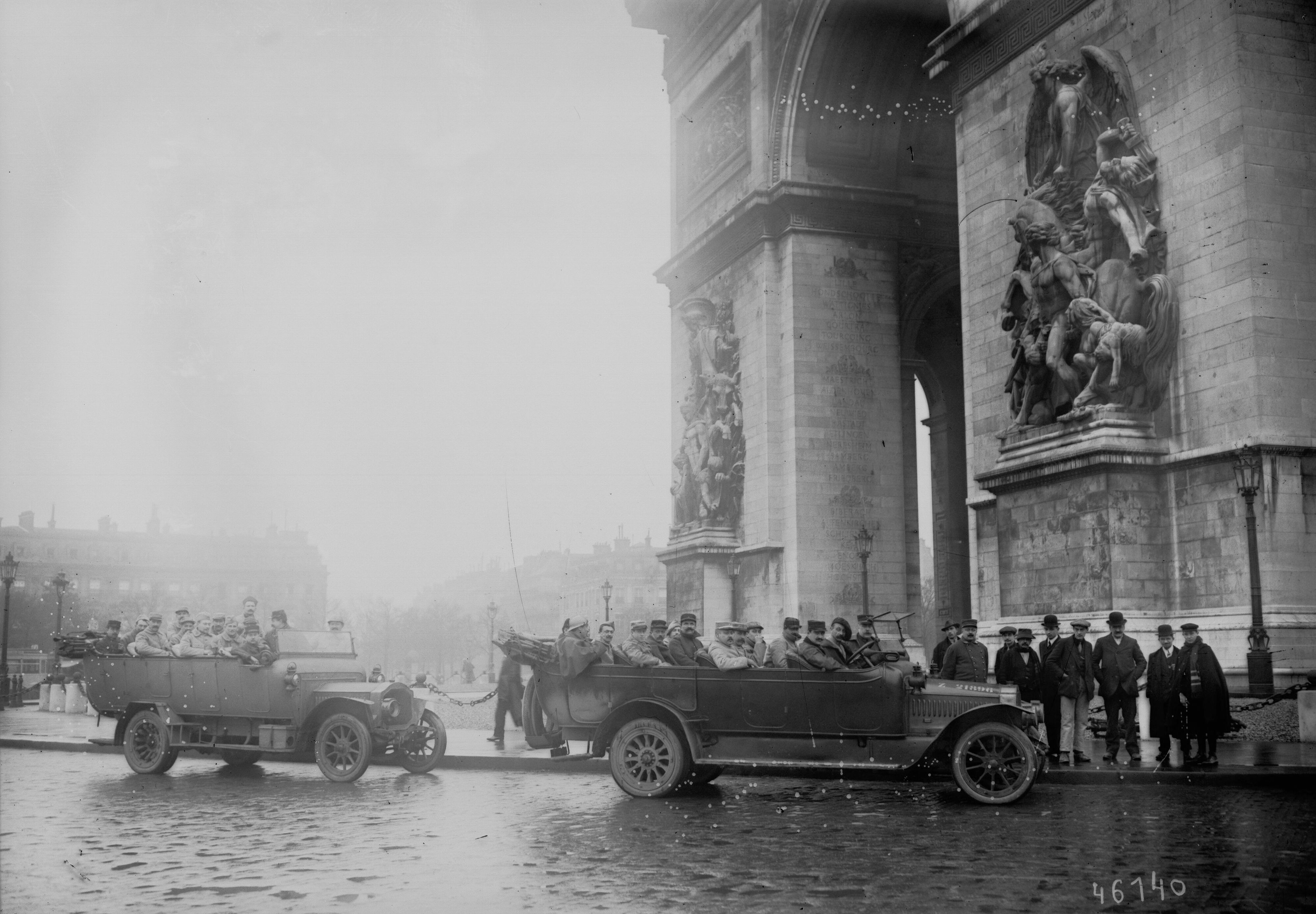
Permissionnaires des régions occupées en visite à Paris en 1916

À partir de 1917, le séjour à Paris est réservé aux soldats ayant leur famille en région parisienne et aussi à ceux ayant leurs proches dans les régions occupées du Nord-Est et à certains coloniaux. Les autorités s'efforcent autant que possible de détourner les trains par les rocades ferroviaires mais la capitale reste un lieu de transit pour beaucoup de provinciaux. Aussi Paris fut un important centre de séjour de permissionnaires, de 5 500 hommes de troupe simultanément en avril 1916 jusqu'à 38 500 en juillet 1917. On estime que quatre millions de permissionnaires ont visité Paris au cours de la guerre.
Pour beaucoup, le retour est celui des retrouvailles amoureuses (environ 50 % des soldats français étaient mariés) et pour certains la découverte de l’infidélité de leur femme. Pour les soldats coloniaux et ceux originaires des régions envahies c’est un moment de solitude. Des foyers philanthropiques les hébergent à Paris et des camps ont été aménagés à Fréjus et à St-Raphaël pour les coloniaux africains ou marocains, dans des conditions déplorables.
Ceux qui en ont des moyens en profitent pour « faire la noce » à Paris. Quelques-uns rencontrent leur marraine de guerre.
Cependant beaucoup sont désargentés. Le versement de la solde est suspendu pendant la permission. Le soldat ne perçoit qu’une très modeste indemnité pour la nourriture pendant le voyage. Certains permissionnaires en transit à Paris sont réduits à dormir sur les bancs publics car les salles d'attente des gares sont minuscules.
À Paris, les permissionnaires sont étonnés de la vie normale de l'arrière. De leur côté, les civils considèrent le permissionnaire comme un étranger qui suscite une forme de pitié admirative, une affection gênée mais dont on s'écarte.